# 影現寺 (愛知県美浜町)
影現寺（ようげんじ）は、愛知県美浜町にある曹洞宗の寺院。

## 概要
山号は慈雲山。時志観音（ときしかんのん）の名で親しまれている。

## 由緒
その昔、三河湾で漁師の網に十一面観音像が掛かり佐久島に祀られていたが、後に疫病が流行った際に島守の夢枕に観音菩薩が立ち、この地に移されたと伝わる。
尾張藩初代藩主である徳川義直が尾張各地を巡った際に、この観音堂に立ち寄った。その際に堂宇の修築を命じ、後に安産祈願を立てたところ、無事男児が誕生した。これにより三つ葉葵の使用が許され、尾張徳川家の庇護を受けることになった。

## ギャラリー
- 境内から三河湾が一望できる。
- 大観音石像